# Zhiyan Shuiku
Zhiyan Shuiku är en reservoar i Kina. Den ligger i provinsen Zhejiang, i den östra delen av landet, omkring 120 kilometer sydväst om provinshuvudstaden Hangzhou. Zhiyan Shuiku ligger 145 meter över havet. Arean är 0,99 kvadratkilometer. I omgivningarna runt Zhiyan Shuiku växer i huvudsak blandskog. Den sträcker sig 3,2 kilometer i nord-sydlig riktning, och 1,2 kilometer i öst-västlig riktning.
Genomsnittlig årsnederbörd är 2 198 millimeter. Den regnigaste månaden är juni, med i genomsnitt 453 mm nederbörd, och den torraste är oktober, med 69 mm nederbörd.